# O moștenire cu bucluc
O moștenire cu bucluc (titlul original: în engleză The Smallest Show on Earth) este un film de comedie englez, realizat în 1957 de regizorul Basil Dearden. Filmul este o parodie a filmului cult Cel mai mare spectacol a regizorului Cecil B. DeMille, protagoniști fiind actorii Virginia McKenna, Bill Travers, Margaret Rutherford și Peter Sellers.

## Rezumat
Matt și Jean Spencer, un cuplu din clasa de mijloc visează să viziteze locuri exotice, unul dintre ele fiind orașul uzbec Samarkand. Când Matt moștenește de la unchiul său un cinematograf numit „Le Bijou”, ei cred că au câștigat lozul cel mare. Mare le este dezamăgirea însă când văd cinematograful aflat într-o stare jalnică, transformat într-o anexă minusculă a gării. Au moștenit, de asemenea, pe vechii angajați ai cinematografului, Percy Quill, fostul operator de filme mute, doamna Fazackalee casiera și pe bătrânul Tom care este portar și plasator. Dându-și silința să aducă lucrurile pe calea bună, soții Spencer și-au înființat o afacere trecând prin greutățile obișnuite ale proprietarilor mici de cinema, trebuind să se ocupe atât de proiecție și reproducere a sunetului care era de calitate proastă, dispunând de o selecție neplăcută de filme ieftine (tot ce își pot permite sunt westernuri americane de mâna a doua) și având diverse incidente cu spectatorii. Tocmai când sunt pe cale să desființeze cinematograful considerându-l drept o pierdere, bătrânul viclean Tom vine cu o metodă subtilă, dar eficientă, pentru a le permite soților Spencer să facă un profit uriaș din afacerea lor eșuată. Astfel Matt și Jean își realizează în cele din urmă visul de a călători la Samarkand.

## Distribuție
- Virginia McKenna – Jean Spenser
- Bill Travers – Matt Spenser
- Margaret Rutherford – Mrs. Fazackalee
- Peter Sellers – Percy Quill
- Bernard Miles – bătrânul Tom
- Francis de Wolff – Albert Hardcastle
- Leslie Phillips – Robin Carter
- June Cunningham – Marlene Hogg
- Sid James – Mr. Hogg
- George Cross – comisionarul
- George Cormack – Bell
- Stringer Davis – Emmett
- Michael Corcoran – taximetristul

## Premii și nominalizări
- 1958 Premiile BAFTA
  - Nominalizare la Best British Screenplay pentru John Eldridge și William Rose